# Ronald Speirs
Ronald Speirs (20 de abril de 1920 - 11 de abril de 2007) foi um oficial do exército dos Estados Unidos durante a II Guerra Mundial.
Foi líder de pelotão na Companhia "D" (ou Dog Company) do 506º Regimento de Infantaria Paraquedista, 101ª Divisão Aerotransportada. Durante a Batalha das Ardenas, em Bastogne, Speirs foi transferido para a Easy Company, ele foi retratado na mini-série Band of Brothers pelo ator Matthew Settle. Speirs comandou uma Companhia de Fuzileiros durante a Guerra da Coréia. Mais tarde tornou-se o governador norte-americano da prisão de Spandau em Berlim. Speirs serviu o exército como capitão durante a II Guerra Mundial e aposentou-se como tenente-coronel.